# Stefanie Schardien

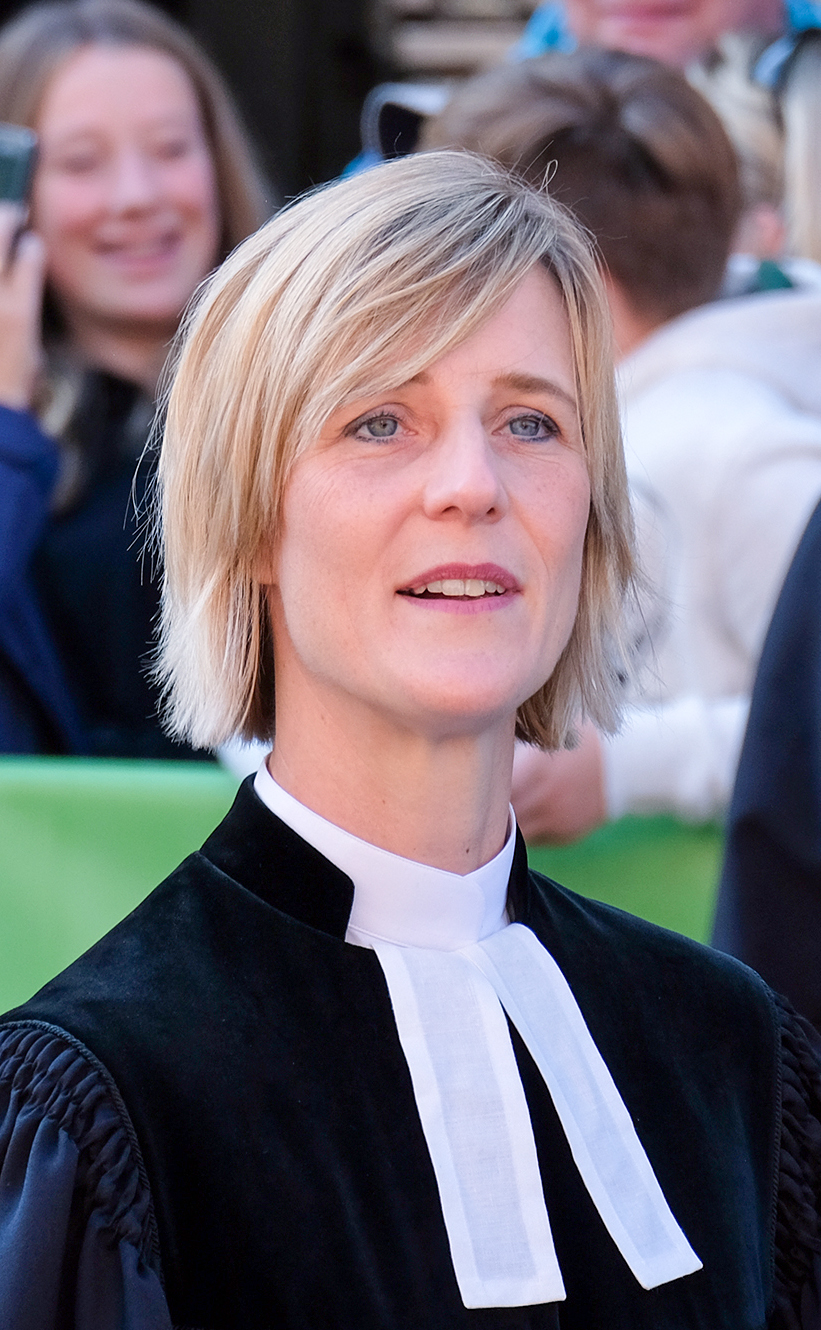
Stefanie Schardien beim Erntedankfestumzug in Fürth, Okt. 2018

Stefanie Schardien (* 1976 in Dortmund) ist eine deutsche evangelische Theologin. 

## Leben und Arbeitsschwerpunkte
Stefanie Schardien studierte von 1995 bis 2002 Evangelische Theologie an der Universität Heidelberg, an der Ruhr-Universität Bochum und an der Universität Toronto in Kanada. Von 2002 bis 2005 war Schardien als Wissenschaftliche Mitarbeiterin am Lehrstuhl für Ökumenik und Konfessionskunde an der Ruhr-Universität Bochum tätig, wo sie 2006 mit einer Arbeit zum Thema Sterbehilfe promoviert wurde.
Von 2005 bis 2007 absolvierte sie ihr Vikariat der Evangelischen Kirche von Westfalen in der Kirchengemeinde Winz-Baak, Hattingen. Von 2008 bis 2013 hatte Schardien als Juniorprofessorin den Lehrstuhl für Systematische Theologie und Ökumene im Fach Evangelische Theologie an der Universität Hildesheim inne. Von 2013 bis 2016 arbeitete sie im Amt für Gemeindedienst der Evangelisch-Lutherischen Kirche in Bayern. Von 2016 bis 2024 war sie Pfarrerin im Dekanat Fürth, Pfarramt St. Michael. Seit 2024 ist sie Theologische Geschäftsführerin des Gemeinschaftswerks der Evangelischen Publizistik und in Personalunion auch Medienbeauftragte des Rates der Evangelischen Kirche in Deutschland (EKD).
Schardien ist Mitglied der Präsidialversammlung des Deutschen Evangelischen Kirchentags. Sie ist verheiratet mit dem Systematischen Theologen und Ethiker Peter Dabrock, der an der Universität Erlangen-Nürnberg lehrt. Von 2019 bis 2024 gehörte Schardien dem festen Team der ARD-Sendung Das Wort zum Sonntag an und gestaltete somit das Verkündigungsformat regelmäßig persönlich mit.
Gemeinsam mit Ariadne Klingbeil führt sie seit Januar 2024 das Gemeinschaftswerk der Evangelischen Publizistik (GEP).

## Schriften (Auswahl)
- Gemeinsam mit Lena Lybaek und Konrad Raiser (Hrsg.): Gemeinschaft der Kirchen und gesellschaftliche Verantwortung. Die Würde des anderen und das Recht anders zu denken, Festschrift für Prof. Erich Geldbach, Ökumenische Studien 30, Münster 2004, ISBN 3-8258-7061-8.
- Gemeinsam mit Peter Dabrock und Lars Klinnert: Menschenwürde und Lebensschutz. Herausforderungen theologischer Bioethik, Gütersloh 2004, ISBN 3-579-05417-1.
- Sterbehilfe als Herausforderung für die Kirchen. Eine ökumenisch-ethische Untersuchung konfessioneller Positionen (Öffentliche Theologie 21), Gütersloh 2007, zugl. Diss. Univ. Bochum 2006, ISBN 978-3-579-05747-7.
- Gemeinsam mit Stefan Höschele und Stephen Lakkis (Hrsg.): Ökumene der Zukunft. Hermeneutische Zugänge und die Suche nach Identität (Beiheft zur Ökumenischen Rundschau 81), Frankfurt a. M. 2008, ISBN 978-3-87476-556-5.
- Mit dem Leben am Ende. Stellungnahmen aus der kirchlichen Diskussion in Europa zur Sterbehilfe (Edition Ethik 3), Göttingen 2010, ISBN 978-3-7675-7123-5.
- Ökumenische Rundschau, hg. in Verbindung mit dem Deutschen Ökumenischen Studienausschuss Verlag Lembeck, Frankfurt a. M. (Berufung in den Redaktions- und Herausgeberkreis im März 2009).
- Gemeinsam mit Julia Knop: Kirche, Christsein, Konfessionen. Evangelisch – katholisch, Basiswissen Ökumene, Freiburg 2011, ISBN 978-3-451-33170-1.